# Ateliers Beaux-Arts de la Ville de Paris
Les Ateliers beaux-arts de la ville de Paris sont un réseau de seize établissements d'enseignement de différentes disciplines des beaux-arts répartis sur l'ensemble de la commune de Paris.

## Enseignement
Parmi les disciplines enseignées dans les quatre-vingt-cinq ateliers, on peut citer : le dessin, la peinture, la sculpture, la gravure, la photographie, la bande dessinée, l'histoire de l'art ou encore le cinéma d'animation.
La majorité des cours sont en cours du soir, à destination des adultes, mais il existe également certains cours l'après-midi ou toute la journée, comme sur le site de Glacière proposant un cycle intensif.
Des classes préparatoires aux cycles d'enseignement supérieur d'art plastique sont également ouvertes.

## Principaux sites
Les plus grands centres sont :
- Montparnasse, situé dans le 14e arrondissement, sur le boulevard du Montparnasse ;
- Glacière, situé dans le 13e arrondissement et proche du métro Glacière ;
- Sévigné, situé dans le 3e arrondissement, dans Le Marais, rue de Sévigné ;
- Marc-Bloch, situé dans le 20e arrondissement, près de la place de la Réunion.